# Omer Avital

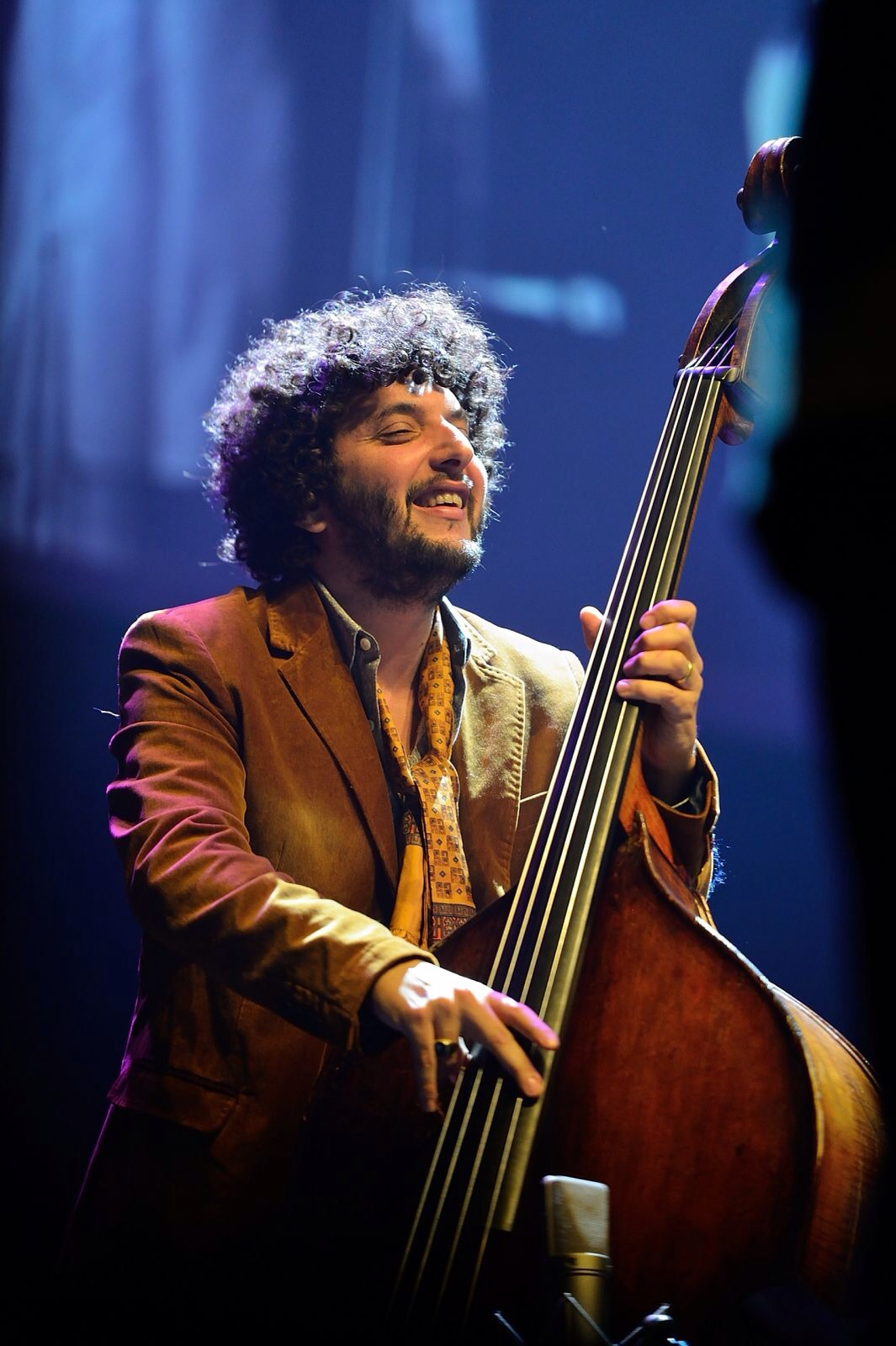
Omer Avital 2012 in Paris

Omer Avital (hebräisch עומר אביטל; * 13. Mai 1971 in Giw’atajim ist ein aus Israel stammender, in den Vereinigten Staaten lebender Jazz-Bassist, Bandleader und Komponist.

## Leben und Wirken
Avital lernte zunächst klassisches Gitarrenspiel. Ab dem Alter von 11 Jahren erhielt er eine entsprechende Ausbildung auf dem Givataim-Konservatorium. Er besuchte dann das Musische Gymnasium Talma Yalin in Tel Aviv, wo sich seine Interessen dem Jazz und dem Kontrabass zuwandten. Mit 17 Jahren begann er als professioneller Musiker aufzutreten und zog nach Ableistung des Militärdienstes nach New York City. Dort konzertierte er im Jazzclub Smalls seit Eröffnung des Clubs 1994, als er mit Peter Bernstein und Brad Mehldau auftrat. Bald trat er dort mit einem eigenen Sextett auf, das vier Saxophonisten (Mark Turner, Gregory Tardy, Myron Walden, Charles Owens) in der Frontlinie hatte und auf dem 1996 mitgeschnittenen Album Asking No Permission dokumentiert wurde.
Avital arbeitete seitdem mit der Jason Lindner Big Band, Avishai Cohen, Alon Yavnai, Aaron Goldberg, Itai Kriss, Omer Klein und Daniel Zamir. Er leitet ein eigenes Sextett, mit dem er mehrere Alben einspielte. 2001 erschien bei Fresh Sound New Talent sein Debütalbum Think With Your Heart, bei dem u. a. Gregory Tardy und Joel Frahm mitwirkten. 2002 gründete er mit Avishai Cohen, Yonathan Avishai und Daniel Freedman das Third World Love Quartet. Die Band nahm fünf Alben auf und trat weltweit auf. 2009 trat er mit Rashied Ali auf dem Vision Festival auf. Aktuell leitet er ein eigenes Quintett Qantar mit Musikern, die alle ihre Wurzeln in Israel haben und das sich dem Fusionieren des Jazz mit den vielfältigen Klängen seines Geburtslandes widmet.  Mit den 3 Cohens und der WDR Big Band entstand das Livealbum Interaction (Anzic, 2025).

## Diskographische Hinweise
- Asking No Permission (Smalls 1996, ed. 2006, mit Charles Owens, Mark Turner, Gregory Tardy, Myron Walden, Ali Jackson)
- Third World Love Songs (Fresh Sound, 2002)
- The Omer Avital & Marlon Browden Project (Fresh Sound, 2003, mit Avishai Cohen)
- Arrival (Fresh Sound, 2007)
- Abutbul Music (Jazz Village 2016, mit Alexander Levin, Asaf Yuria, Yonathan Avishai, Ofri Nehemya)
- Qantar (2018, mit Alexander Levin, Asaf Yuria, Eden Ladin, Ofri Nehemya)
- Ali Jackson/Aaron Goldberg/Omer Avital: Yes! Trio – Groove du Jour (2019)
- Omer Vital Qantar: New York Paradox (Zamzama Records 2020, mit Asaf Yuria, Alexander Levin, Eden Ladin, Ofri Nehemya)[4]

## Lexikalischer Eintrag
- Richard Cook, Brian Morton: The Penguin Guide to Jazz Recordings. 8. Auflage. Penguin, London 2006, ISBN 0-14-102327-9.